# Sovjet Vredescomité
Het Sovjet Vredescomité (Russisch: Советский Комитет Защиты Мира) was een door de staat gesteunde organisatie die verantwoordelijk was voor de coördinatie van de vredesbeweging in de voormalige Sovjet-Unie. Het Vredescomité werd in 1949 opgericht en bleef bestaan tot aan de ontbinding van de Sovjet-Unie in december 1991.
De leden van het Vredescomité waren voor het merendeel lid van de Communistische Partij van de Sovjet-Unie (CPSU), maar een aanzienlijk deel was geen lid van de CPSU. Het ging dan om schrijvers, communistische sympathisanten en leiders en vertegenwoordigers van religieuze gemeenschappen.

## Geschiedenis
In juni 1949 besloot het Politbureau van de Communistische Partij van de Sovjet-Unie tot de oprichting van een vredescomité. Van 25 tot 27 augustus 1949 vond in Moskou een oprichtingsbijeenkomst plaats die werd bijgewoond door 1200 afgevaardigden en gasten. Nog datzelfde jaar sloot het Vredescomité zich aan bij de (in dat jaar eveneens opgerichte) Wereldvredesraad. 
In maart 1950 namen vertegenwoordigers van het Sovjet Vredescomité deel aan de beraadslagingen van het permanente comité Wereld Vredescongres in Stockholm. Het permanente comité sprak zich uit tegen atoomwapens (Appèl van Stockholm). De Sovjet Vredesraad verzamelde 115 miljoen handtekeningen van Sovjetburgers die een verbod wilden op atoom- en kernwapens. De merkwaardige situatie deed zich echter voor dat de Sovjet-Unie in diezelfde periode zélf aan de ontwikkeling van kernwapens werkte. Het Sovjet Vredescomité verdedigde zich echter met het argument dat Westerse landen ook in het bezit waren van kernwapens en men zich tegen eenzijdige ontwapening keerde. Pas als het Westen afstand zou doen van haar kernwapens, zouden de USSR en haar bondgenoten volgen. 
Begon het Sovjet Vredescomité nog als een redelijke onafhankelijke organisatie op (men had zich immers achter het Appèl van Stockholm geschaard), vanaf de jaren 60 bleek het Vredescomité toch vooral een verlengstuk van de buitenlandse politiek van de Sovjetregering. Het Sovjet Vredescomité steunde anti-oorlogscampagnes die gericht waren tegen Westerse landen, maar veroordeelde de militaire agressie van de Sovjet-Unie niet. Tijdens een Wereld Vredescongres in Moskou in 1962, dat georganiseerd werd door het Sovjet Vredescomité, werd kritiek dat werd geuit door afgevaardigden van neutralistische landen op het hervatten van de atoomwapentesten in de USSR, niet getolereerd. De critici werden met uitzetting gedreigd. In de jaren 80 keerde het Vredescomité zich fel tegen European Nuclear Disarmament (END), een poging van de onafhankelijke Europese vredesbeweging om Europa kernwapenvrij te krijgen, omdat het Vredescomité vond dat de USSR door de vredesbeweging op één lijn werd gezet als de NAVO-landen. 
Tijdens de jaren van perestrojka en glasnost (1985-1990) slaagde het Vredescomité erin zich iets onafhankelijker op te stellen van de staat. Er werden verschillende werkgroepen gevormd als "Ecologie en Vrede" en "Generaals en Admiraals voor de Vrede" Het hoogtepunt kwam in 1990 toen in het officiële orgaan Vek XX i Mir ("Vrede in de Twintigste Eeuw") controversiële onderwerpen ter sprake werden gebracht, zoals de doodstraf en mensenrechten. Ook kwam het Bloedbad van Katyn aan de orde.
Met het uiteenvallen van de Sovjet-Unie in december 1991, werd het Sovjet Vredescomité omgevormd tot de Federatie voor Vrede en Verzoening.

## Orgaan
Het officiële orgaan van het Sovjet Vredescomité was getiteld Vek XX i Mir ("Vrede in de Twintigste Eeuw"), dat sinds 1967 ook in het Engels, Duits, Frans en Spaans verscheen.

## Internationale samenwerking
Het Sovjet Vredescomité werkte samen met verschillende vredesbewegingen uit met name uit de communistische en neutralistische wereld. De meeste van die vredesbewegingen waren net als het Vredescomité aangesloten bij de Wereldvredesraad.

## Voorzitters
- Nikolaj Semjonovitsj Tichonov (1949-1979)
- Jevgeni Fjodorov (1979-1981)
- Joeri Zjoekov (1982-1987)
- Genrich Averjanovitsj Borovik (1987-1991)